# Архіпелаг Жуанвіль
Архіпелаг Жуанвіль (англ. Joinville Island group) — це група островів Антарктичного півострову, що знаходиться біля його північно-східної верхівки, від якої відокремлені Антарктичною протокою.

## Географія
Острів Жуанвіль є найбільшим островом архіпелагу Жуанвіль, а його площа становить 1607 км². На півночі острів Жуанвіль відокремлений каналом Ларсена межує з островом Дюрвіль, який є найпівнічнішим островом архіпелагу Жуанвіль.
До числа островів архіпелагу Жуанвіль належать:
- Жуанвіль
- Дюрвіль
- Брансфілд
- Данді

## Історія
Група островів Жуанвіль була відкрита у 1838 році французькою експедицією під командуванням капітана Жуль Дюмон-Дюрвіля.
Єдиним населеним пунктом на островах була аргентинська науково-дослідна станція Буревісник, що знаходилася на острові Данді, де була побудована в 1967 році. ЇЇ покинули під час сезону Антарктики 1995/96.